# Jean-Michel Fontaine
Jean-Michel Fontaine (* 28. srpna 1988) je réunionský fotbalista, který hraje jako útočník. Je nejlepším střelcem v historii réunionské reprezentace.
V únoru 2013 přestoupil do Fleetwood Town, ale na konci sezóny ho klub propustil.